# Mantispa completa
Mantispa completa är en insektsart som beskrevs av Banks 1920. Mantispa completa ingår i släktet Mantispa och familjen fångsländor. Inga underarter finns listade i Catalogue of Life.